# 飛鳥井雅庸
飛鳥井 雅庸（あすかい まさつね）は、安土桃山時代から江戸時代初期にかけての公卿・歌人。飛鳥井雅敦の子。官位は従二位・権大納言。飛鳥井家13代当主。

## 経歴
永禄12年（1569年）、12代当主・飛鳥井雅敦の子として誕生。元亀2年（1570年）6月28日に2歳で叙爵、慶長2年（1597年）正月5日に従三位に叙される。慶長6年10月5日に雅庸と改名する。
慶長18年（1613年）従二位に至り、元和元年権大納言に任じられる。
昭高院准后道澄から古今伝授を、また藤木成定から入木道（じゅぼくどう＝書道）伝授を受けた。天正18年（1590年）、後陽成天皇の勅使として広橋兼勝・吉田兼治と共に小田原城を包囲中の豊臣秀吉を訪れて慰問している。文禄3年（1594年）の豊臣秀吉の吉野花見に同行し、高野山参詣にも従った。また駿府において徳川家康に『源氏物語』の奥義を伝授し、後水尾天皇・徳川秀忠・細川忠興・島津家久に蹴鞠を指導するなど諸芸に秀でていた。
日記に『雅継卿記』、歌集に『入道大納言雅庸卿百首』などがある。

## 日記
「雅継（雅庸）卿記」『輝資卿記   付 雅継卿記』（田中暁龍 編、宮帯出版社、ISBN：978-4-8016-0279-3）。天正14～15年の日記。

## 系譜
- 父：飛鳥井雅敦
- 室：本多康重娘
- 妻：不詳
  - 長男：飛鳥井雅賢（1584-1626） - 猪熊事件により隠岐配流
  - 二男：難波宗勝（飛鳥井雅宣、雅胤）（1586-1651） - 難波家再興、猪熊事件により伊豆配流、のち赦され、飛鳥井家継承
  - 四男：飛鳥井雅章（1611-1679） - 兄雅宣養子、飛鳥井家継承